# Propallene longiceps
Propallene longiceps là một loài nhện biển trong họ Callipallenidae. Loài này thuộc chi Propallene. Propallene longiceps được miêu tả khoa học năm 1879 bởi Bohm.